# Nedre Skarptjärnen (Färila socken, Hälsingland)
Nedre Skarptjärnen är en sjö i Ljusdals kommun i Hälsingland och ingår i Ljusnans huvudavrinningsområde. Sjöns area är 0,0066 kvadratkilometer och den befinner sig 425 meter över havet.